# Březová-Oleško
Obec Březová-Oleško se nachází v okrese Praha-západ, kraj Středočeský, zhruba 22 km jižně od centra hlavního města Prahy nad pravým břehem řeky Vltavy. Žije zde přibližně 1 500 obyvatel.

## Obyvatelstvo

### Počet obyvatel
Počet obyvatel je uváděn za Březová-Oleško podle výsledků sčítání lidu včetně místních části, které k nim v konkrétní době patří. Je patrné, že stejně jako v jiných menších obcích Česka počet obyvatel v posledních letech roste. V celé březo-oleškovské aglomeraci nicméně žije necelých 1,3 tisíce obyvatel.
| 1869 | 1880 | 1890 | 1900 | 1910 | 1921 | 1930 | 1950 | 1961 | 1970 | 1980 | 1991 | 2001 | 2011 | 2021 |
| ---- | ---- | ---- | ---- | ---- | ---- | ---- | ---- | ---- | ---- | ---- | ---- | ---- | ---- | ---- |
| 195  | 209  | 254  | 239  | 217  | 211  | 254  | 398  | 434  | 366  | 302  | 254  | 372  | 929  | 1296 |

| 1869 | 1880 | 1890 | 1900 | 1910 | 1921 | 1930 | 1950 | 1961 | 1970 | 1980 | 1991 | 2001 | 2011 | 2021 |
| ---- | ---- | ---- | ---- | ---- | ---- | ---- | ---- | ---- | ---- | ---- | ---- | ---- | ---- | ---- |
| 25   | 30   | 34   | 35   | 36   | 37   | 76   | 649  | 133  | 130  | 110  | 101  | 169  | 416  |      |

## Historie
První písemná zmínka o obou částech obce (Brsecowi, Olsek) pochází z roku 1310, kdy papež Klement V. stvrdil jejich vlastnictví ostrovskému klášteru.

### Územněsprávní začlenění
Dějiny územněsprávního začleňování zahrnují období od roku 1850 do současnosti. V chronologickém přehledu je uvedena územně administrativní příslušnost obce (osady, části obce) v roce, kdy ke změně došlo:
- 1850 země česká, kraj Praha, politický okres Jílové, soudní okres Jílové[6]
- 1850 země česká, kraj Praha, politický okres Jílové, soudní okres Jílové
- 1855 země česká, kraj Praha, soudní okres Jílové
- 1868 země česká, politický okres Karlín, soudní okres Jílové
- 1884 země česká, politický okres Královské Vinohrady, soudní okres Jílové[7]
- 1921 země česká, politický okres Královské Vinohrady expozitura Jílové, soudní okres Jílové[8]
- 1925 země česká, politický i soudní okres Jílové[9]
- 1939 země česká, Oberlandrat Praha, politický i soudní okres Jílové[10]
- 1942 země česká, Oberlandrat Praha, politický okres Praha-venkov-jih, soudní okres Jílové[11]
- 1945 země česká, správní i soudní okres Jílové[12]
- 1949 Pražský kraj, okres Praha-východ[13]
- 1960 Středočeský kraj, okres Praha-západ
- 2003 Středočeský kraj, obec s rozšířenou působností Černošice

## Části obce
Obec Březová-Oleško se skládá ze dvou částí, které leží na dvou katastrálních územích.
- Březová (k. ú. Březová u Zvole)
- Oleško (k. ú. Oleško u Zvole)

## Školství
V obci Březová-Oleško (část Březová) se nachází mateřská škola, která byla postavena v roce 2017 (dvoutřídka). Celková kapacita je cca 48 dětí. Budova mateřské školy je kompletně bezbariérová a nízkoenergetická. Ke školce patří také zahrada, na které je několik herních prvků. V přední části se nachází i několik záhonků, kde děti pěstují ovoce či zeleninu. U školky je i autobusová zastávka.

## Doprava

### Dopravní síť
Pozemní komunikace – Do obce vede krajská silnice III. třídy č. 10115 Praha-Točná – Dolní Břežany – Zvole – Březová-Oleško.
Železnice – Okrajem katastru obce podél pravého břehu Vltavy prochází železniční trať 210, kde se nachází i Libřický a Skochovický tunel . Železniční stanice ani zastávky na území obce nejsou.

### Veřejná doprava
Autobusová doprava – Obec obsluhují dvě příměstské linky PID. Páteřní linka 333 v trase Praha-Kačerov – Dolní Břežany – Zvole – Březová-Oleško a místní linka 445, zajišťující jednak obsluhu místní části Nová Březová, a jednak spojení obce s železnicí. Linka je provozována v trase Březová-Oleško – Vrané nad Vltavou – Zvole – Okrouhlo – Jílové u Prahy. Páteřní linka 333 navazuje v Dolních Břežanech na linky 331 směr Praha-Opatov a 341 směr Praha-Modřany.
Železniční doprava – Autobusová linka 445 zajišťuje spojení k železniční stanici ve Vraném nad Vltavou. Autobus navazuje na železniční linky PID S8 a S88 ve směru Praha-hlavní nádraží, které nabízejí rychlou alternativu do oblasti Modřan, Braníka a levobřežních částí Prahy.

## Fotogalerie

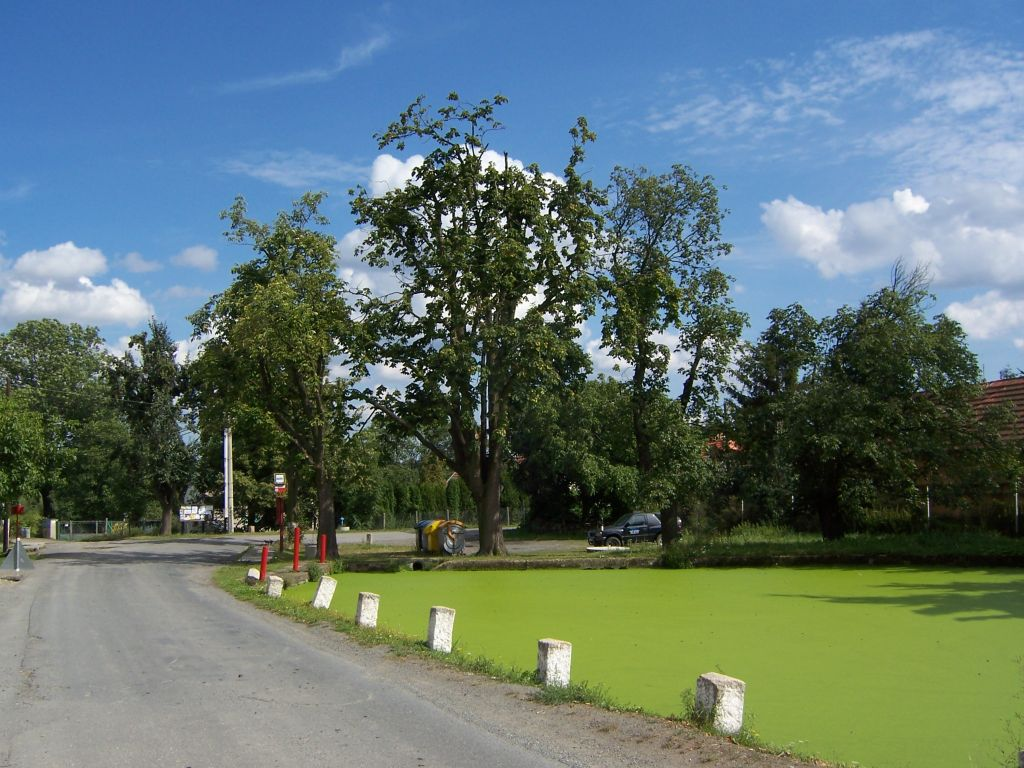
Náves s rybníkem a autobusovou zastávkou PID v Březové
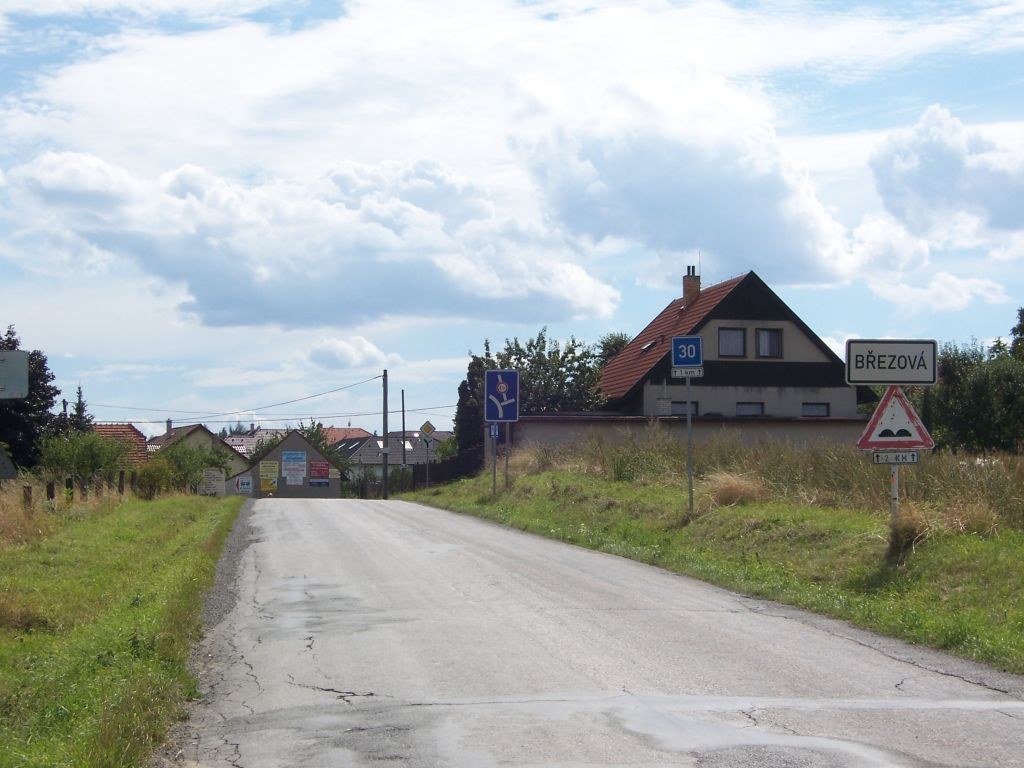
Silnice do Březové od Prahy
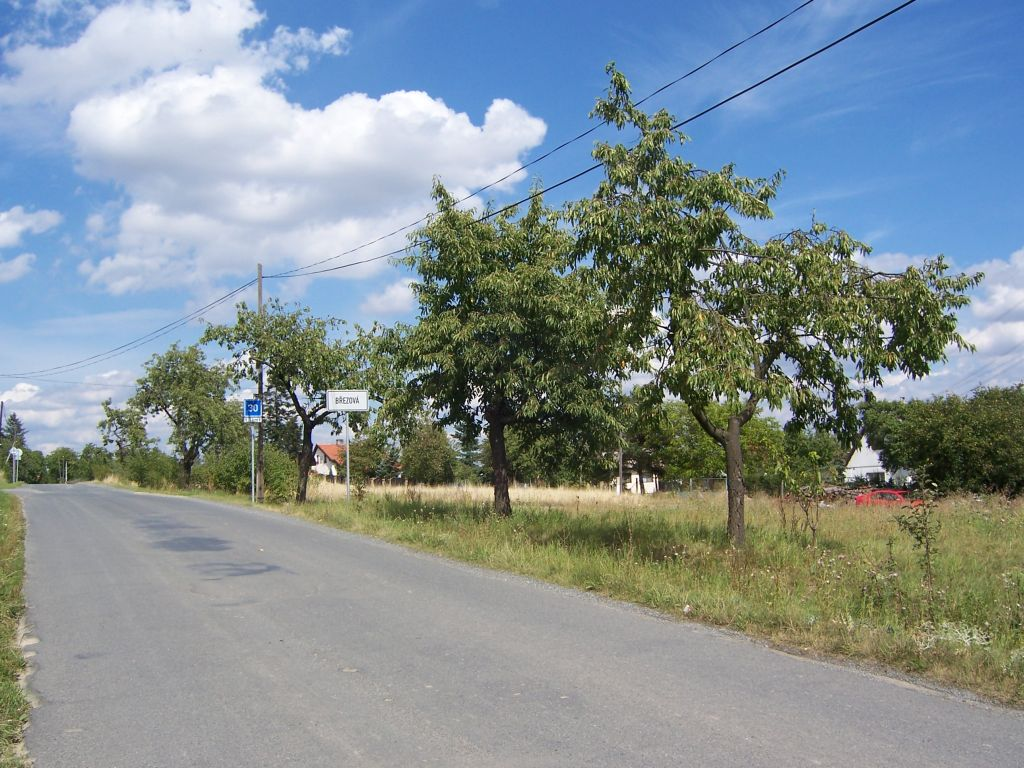
Pohled na Březovou od Oleška
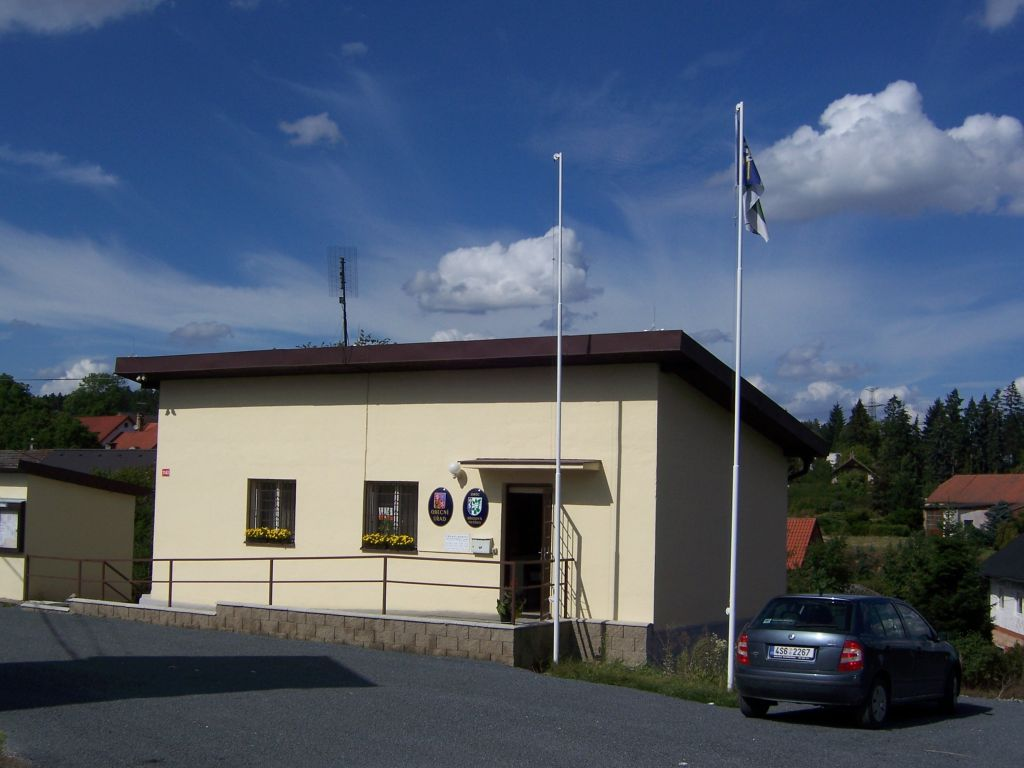
Obecní úřad v Olešku
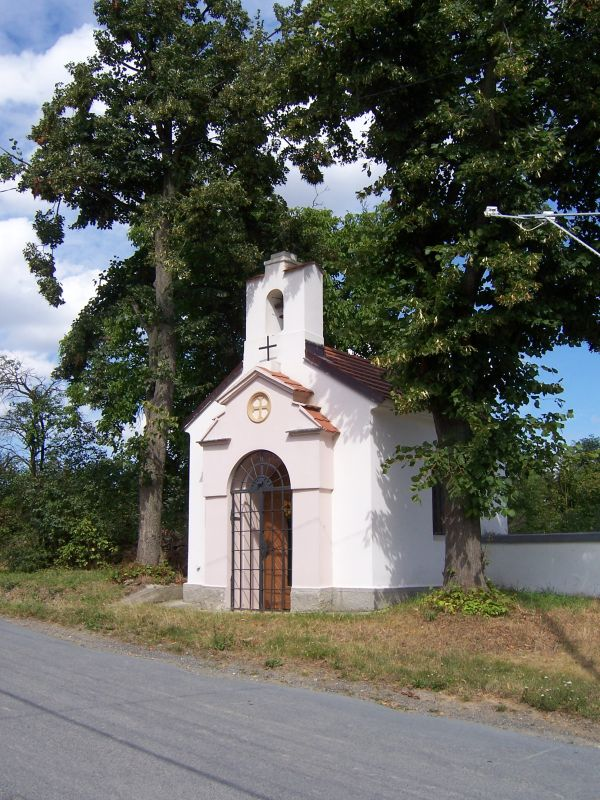
Kaplička v Olešku